# Dème de Délta
Le dème de Délta (en grec moderne : Δήμος Δέλτα) est un dème situé dans la périphérie de Macédoine-Centrale en Grèce. Le dème actuel est issu de la fusion en 2011 entre les dèmes d'Axiós, de Chalástra et d'Echédoros. Il tient son nom du delta de l'Axios.
Le siège du dème est la localité de Síndos.